# Peintre de Monte Abatone
Le Peintre de Monte Abatone  (en italien Pittore di Monte Abatone) est un peintre anonyme étrusque qui fut actif à la fin du VIIe siècle av. J.-C. à Cerveteri.

## Histoire
Son nom provient du nom du lieu où a été retrouvée une série de vases appelée « groupe polychrome » en raison de la technique de décoration utilisée.
Son style est corinthien et ses sujets de la période orientalisante.
On possède de lui quelques œuvres peintes sur des amphores, dont une amphore avec la  panse, ornée de motifs animaliers peints et incisés sur fond sombre, retrouvée dans une tombe de la nécropole de Monte Abatone,  conservée au musée du Louvre à Paris.